# Streptoglossa macrocephala
Streptoglossa macrocephala là một loài thực vật có hoa trong họ Cúc. Loài này được (F.Muell.) Dunlop miêu tả khoa học đầu tiên năm 1981.